# Portrætfoto
Ved et portrætfoto forstås normalt et brystbillede, hvor den portrætterede kigger hen imod beskueren (kameraet). 

## Anvendelser
Portrætfotos i lille mål anvendes blandt andet til identifikationsbeviser såsom pas og kørekort, men kan også bruges til at hænge på væggen eller til at stå på skrivebordet som dekoration og erindring om venner og slægtninge, som disse så ud, den gang billederne blev taget.
En anden anvendelse er som en slags signatur i forbindelse med avisartikler, forfatterpræsentationer på bogomslag og lignende.
På visse offentlige steder, typisk banegårde, findes der portrætautomater, hvor man billigt og hurtigt kan få taget et portrætfoto.